# Laevicephalus parvulus
Laevicephalus parvulus är en insektsart som beskrevs av David D. Gillette 1898. Laevicephalus parvulus ingår i släktet Laevicephalus och familjen dvärgstritar. Inga underarter finns listade i Catalogue of Life.